# Rocco (serie televisiva)
Rocco es una serie televisiva italiana, título original en italiano Rocco Schiavone, producida desde el año 2016 y que se transmite por el canal Rai 2, y en España por AMC.
La serie está interpretada por el actor Marco Giallini y se basa en la obra literaria de Antonio Manzini, cuyo personaje principal es el subjefe de policía  Rocco Schiavone, quien con sus prácticas siempre está al borde del precipicio entre lo ilegal y lo que no lo es.

## Trama
La serie se centra en Rocco Schiavone, subjefe de la policía del estado italiano, quién enviudó en el 2007 y fue transferido de Roma a Aosta por razones disciplinarias. Este cambio hace que su nueva realidad sea muy diferente a aquella en la cual estaba acostumbrado a desenvolverse.
Schiavone lleva adelante su trabajo investigando los casos que trastornan la aparentemente tranquila comunidad del Valle de Aosta. Durante su día a día, el subjefe realiza prácticas que están al límite de legalidad y a veces la exceden.
El protagonista se caracteriza por su mal carácter y por invocar imaginariamente la presencia de su exesposa Marina, asesinada en Roma por un caso policiaco relacionado con Schiavone.

## Capítulos
| Temporada         | Episodios | Estreno en la TV |
| ----------------- | --------- | ---------------- |
| Primera temporada | 6         | 2016             |
| Segunda temporada | 4         | 2018             |
| Tercera temporada | 4         | 2019             |
| Cuarta temporada  | 2         | 2021             |
| Quinta temporada  | 4         | 2023             |
| Sexta temporada   | 3         | 2025             |

## Personajes y actores

### Rocco Schiavone
Es el personaje principal de la serie. Romano del barrio de Trastévere, es el nuevo subjefe de policía (cargo que corresponde al desaparecido comisario) de Aosta, a donde llegó desde la ciudad de Roma, donde trabajaba antes. Fue trasladado por problemas disciplinarios. Se relaciona cercanamente con su trabajo, labor que debió elegir más por necesidad que por vocación, con una relación de amor-odio. Ello no elimina su talento para las investigaciones y su poder para resolver los casos.
Se comporta en algunos casos de manera arrogante o despreciativo, tanto con compañeros de trabajo como con sospechosos y criminales. Es colérico y se enfurece por los motivos más banales. Es fumador asiduo de marihuana.
El cambio de ciudad a Schiavone le resulta difícil y le cuesta adaptarse al nuevo entorno. Schiavone esta acostumbrado a hacer justicia por mano propia y esconde diversos crímenes cometidos en esto. Uno de estos crímenes es el asesinato de Luigi Baiocchi, asesino de Marina, esposa de Schiavone.  Estos crímenes se encuentran en el eje central de la obra: Schiavone detiene las actividades criminales de Luigi Baiocchi, éste en búsqueda de venganza asesina a Marina y Schiavone por ello lo asesina. 
La desaparición de Luigi Baiocchi hace que el hermano de este, Enzo Baiocchi, quien se encuentra en ese momento preso en una cárcel, acuse Schiavone de haberlo matado y haber hecho desaparecer su cuerpo en el Fiumicino. Tiempo después, en búsqueda de venganza, Enzo asesina a Adele, amiga de niñez de Schiavone, lo que marca el fin de la temporada 1.
En Aosta Schiavone hace vida, relacionándose con sus compañeros de trabajo y teniendo varias relaciones sentimentales: Nora y la colega de ella, Caterina son dos mujeres a quien Schiavone frecuenta.

### Italo Pierron
Es interpretado por Ernesto D'Argenio. Es el ayudante de Schiavone y uno de los pocos de su comisaría que le cae bien, posiblemente porque Italo tampoco eligió por vocación su trabajo como policía.
Italo tiene una relación amorosa con Caterina Rispoli, también agente de la comisaría, que no termina bien. Tras la infausta relación, Italo se refugia en el póquer, en donde resulta amenazado por las órdenes de los esbirros de Kevin (Luigi Di Fiore). Con la ayuda de su amigo Brizio, Schiavone ayuda a Italo a salir de las deudas del juego.

### Caterina Rispoli
Es interpretada por Claudia Vismara. Es la única mujer en el equipo policíaco de Schiavone. Desde que era niña ha sufrido abusos del padre. En uno de los capítulos de la serie, se descubre que Caterina fue comisionada por las altas esferas de la policía romana para espiar a Schiavone.

### Michele Deruta y Domenico D'Intino
Interpretados por Massimiliano Caprara y Christian Ginepro. Son dos torpes ayudantes de Schiavone, quienes comenten frecuentes errores y no logran fijarse en lo importante de las tareas que se les asignan. Los apodaron Stanli e Ollio (El Gordo y el Flaco) por su facilidad para ocasionar confusiones y dificultades. Schiavone los denomina como “la forma que Dios usa para castigarme”.

### Ugo Casella
Es interpretado por Gino Nardella. Es un agente cercano a la jubilación, que ayuda a Schiavone en la gestión de la comisaría.

### Antonio Scipioni
Interpretado por Fabio La Fata en la temporada 1 y por Alberto Lo Porto desde la temporada 2. Es un agente brillante de origen siciliano, diligente y muy disciplinado con sus tareas.

### Sebastiano Carucci
Interpretado por Francesco Acquaroli. Es un amigo de infancia de Schiavonne, que junto con Brizio (Tullio Sorrentino) y Furio (Mirko Frezza), viven fuera de la ley. Tiene una relación llena de altibajos con su comprometida, Adele (Anna Ferzetti), antes de que sea asesinada por Enzo Baiocchi.
Desde que pierde a Adele jura venganza, pero termina arrestado.

### Alberto Fumagalli
Interpretado por Massimo Reale. Es un foernse, de origen florentino, que ayuda a Schiavone. De naturaleza sarcástica, se convierte en uno de sus colaboradores y en el amigo más apreciado de Schiavone. En varios casos trata de proteger al subjefe de las consecuencias que sus actos fuera de la ley le acarrearían.

### Andrea Costa
Interpretado por Massimo Olcese. Es el comisario de Aosta. Es duro e incrédulo con Schiavone.

### Nora Tardioli
Interpretada por Francesca Cavallin, hace su aparición exclusivamente en la temporada 1. Es una mujer valdostana que quería tener una relación con Schiavone.

### Marina
Interpretada por Isabella Ragonese. Es la esposa muerta de Schiavone. Fue asesinada mientras paseaba con Schiavone en Roma. Schiavone se aferra a su presencia y en la serie es invocada en forma de alucinación de Schiavone.

### Enzo Baiocchi
Interpretado por Adamo Dionisi. Es un presidiario fugado, que quiere venganza por la muerte de su hermano Luigi, asesinado por Schiavone.

### Michela Gambino
Interpretada por Lorenza Indovina. Es una mujer siciliana, investigadora de la policía científica. Es una mujer exuberante y excéntrica. Es del agrado de Schiavone. Al inicio de su aparición en la serie, discute frecuentemente con Fumagalli, para luego entenderse.

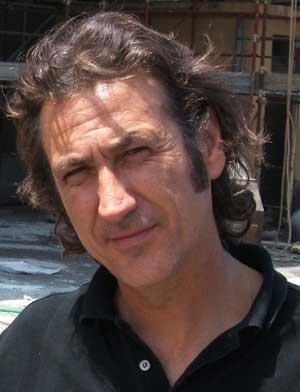
Marco Giallini interpreta a Rocco Schiavone
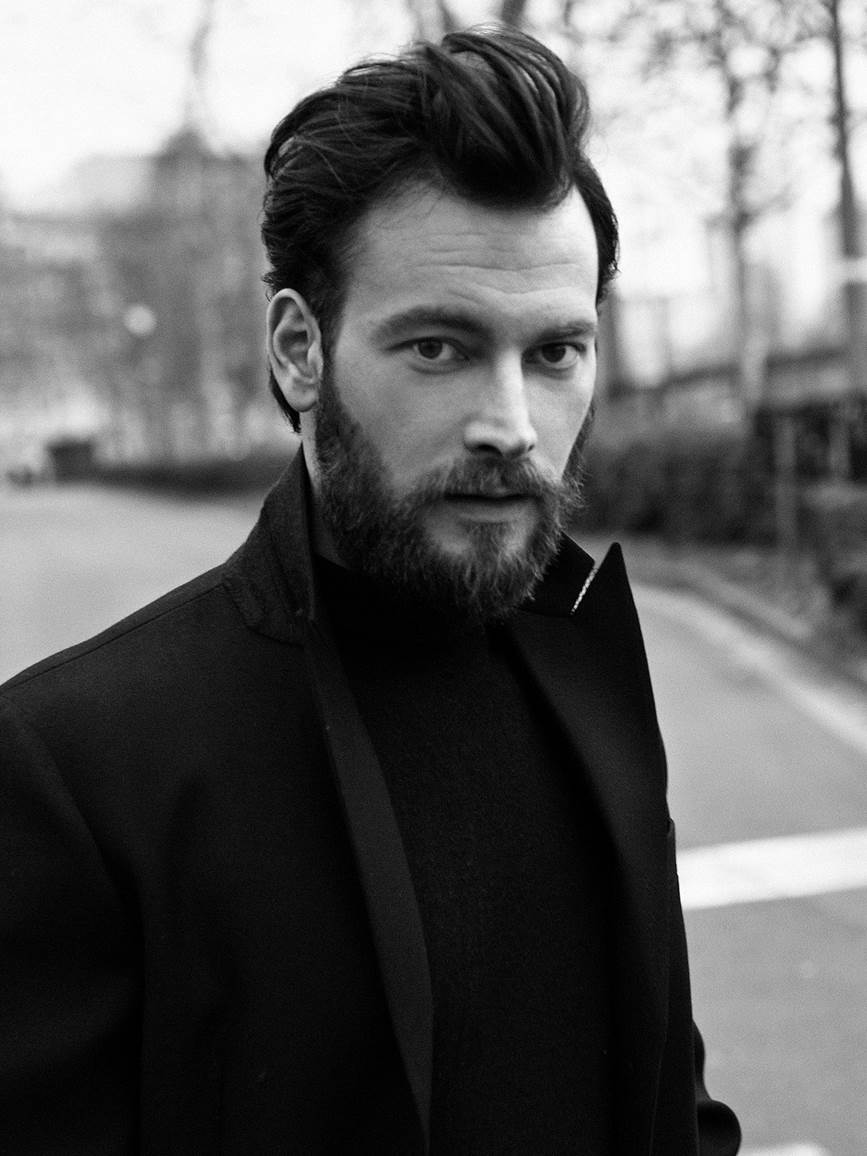
Ernesto D'Argenio interpreta a Italo Pierron
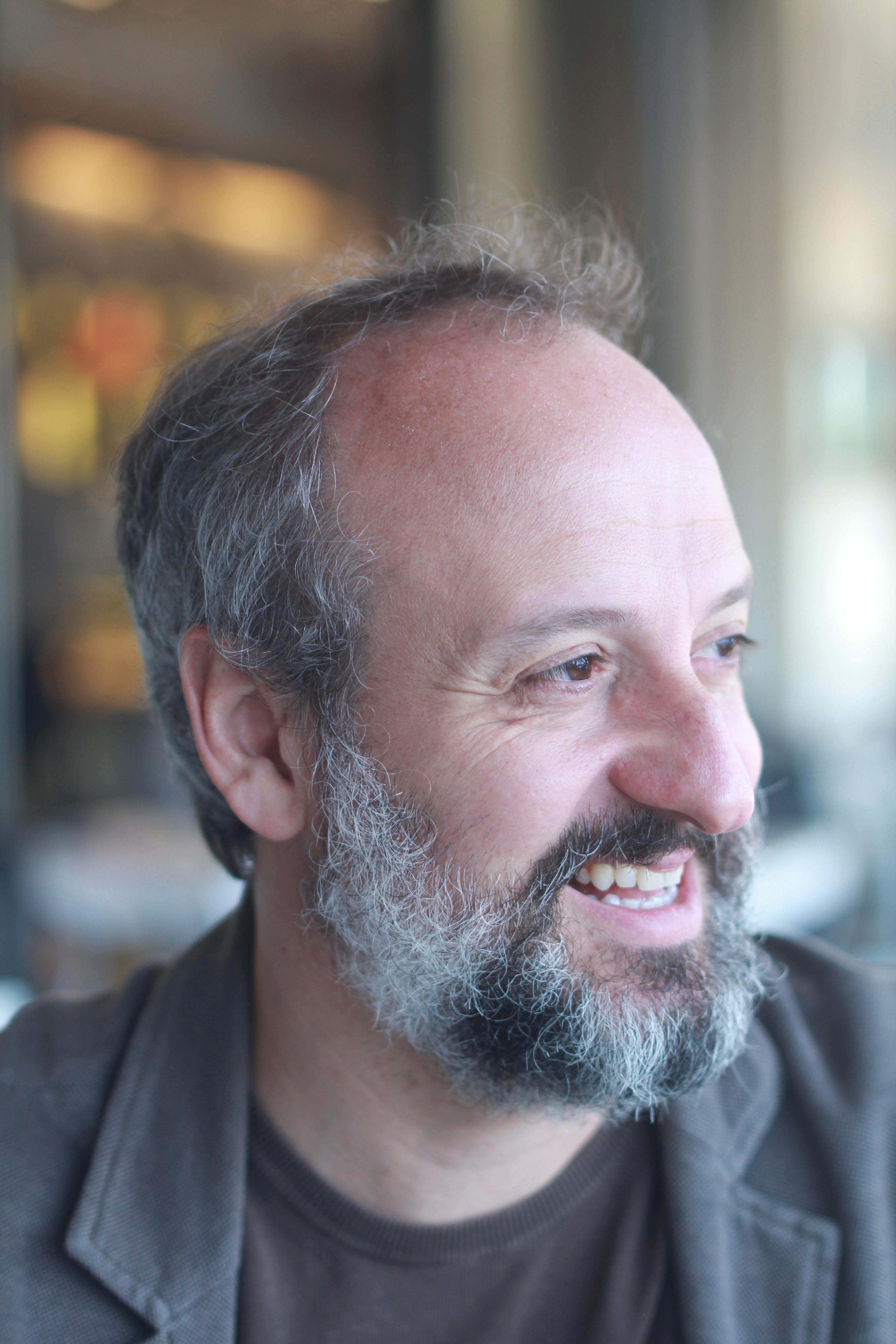
Christian Ginepro interpreta a D'Intino
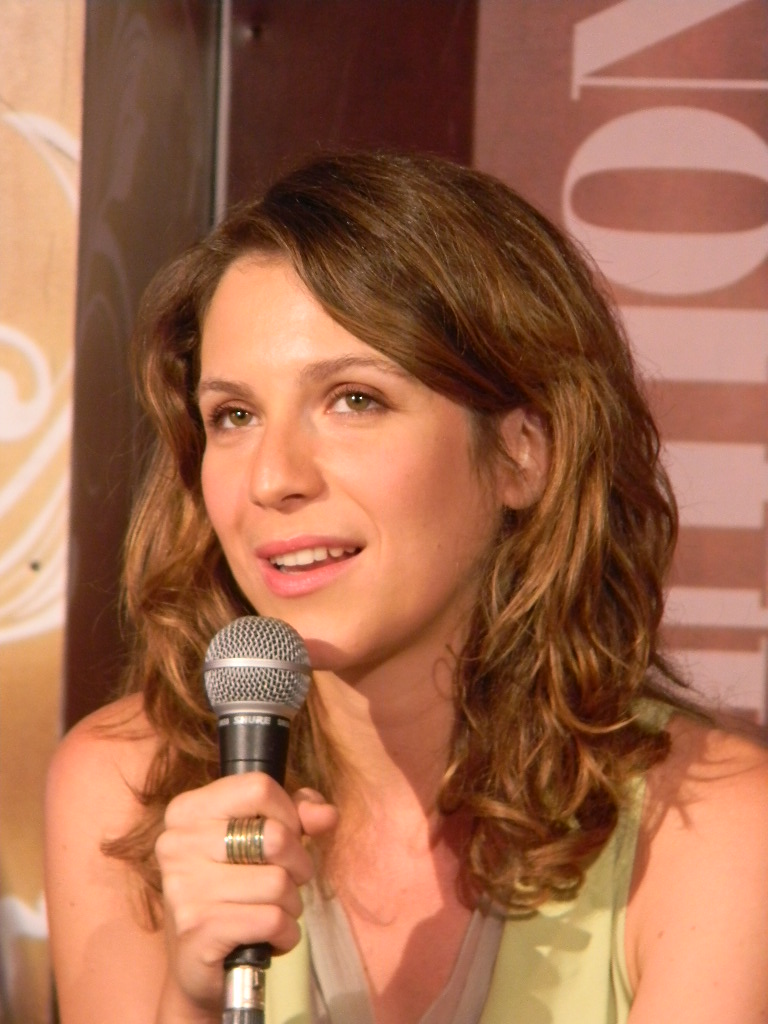
Isabella Ragonese interpreta a Marina
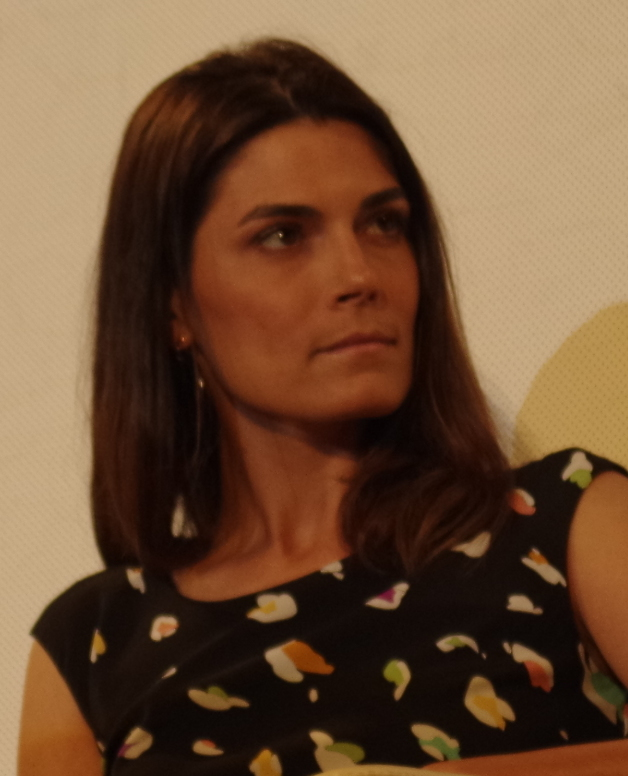
Valeria Solarino interpreta a Sandra Bucellato